# Михал Кираљ
Михал Кираљ (слч. Michal Kiráľ; Бачки Петровац, 21. фебруар 1955 — Бачки Петровац, 28. фебруар 1995) био је академски сликар, графичар и педагошки радник словачког порекла.
Он је умногоме утицао на ликовни живот војвођанских Словака.

## Биографија
Дипломирао је 1979. године на одсеку Примењена графика Факултета примењених уметности у Београду. Радио је као педагог у гимназији у Бачком Петровцу, и већ у ово време организовао је ликовни живот у оквиру Галерије Блатно и заслужан је за пропагирање врхунских вредности у Бачком Петровцу у оквиру ликовних уметности. Касније је радио као технички уредник у недељнику „Хлас Људу“ и као илустратор и директор у издавачкој кући „Обзор“, Нови Сад. Бавио се дизајном и слободном графиком. Био је и предавач типографије на Факултету примењених уметности у Београду. Активно је учествовао на оснивању и раду Галерије Блатно и Галерије Зуске Медведјове у Бачком Петровцу.